# Майорова-Щеглова, Светлана Николаевна
Светлана Николаевна Майорова-Щеглова (род. 12 октября 1962, Москва, СССР) — российский социолог, специалист в области социологии детства, профессор, доктор социологических наук.

## Биография
В 1985 окончила Московский областной педагогический институт.
В 1987 году окончила Высшую комсомольскую школу (с 1990 г. Институт Молодёжи, с 2000 г. — Московская гуманитарно-социальная академия, с 2003 — Московский гуманитарный университет МосГУ).
1993 г. руководитель социологической службы агентства ЮНПРЕСС
1994 г. — защитила кандидатскую диссертацию на тему «Идеалы и ценностные ориентации современных подростков 90-х годов»
В 1999 году защитила докторскую диссертацию на тему «Детство как социальный феномен (Концепция социального конструирования детства)».
С 1994 по 2003 г. работала на кафедре социологии Института молодёжи
2001 г. — Профессор кафедры социологии Института молодёжи
2001—2003 г. — Исполнительный директор Международного института «Молодёжь за культуру мира и демократию»
В 2002 году присвоено учёное звание профессора.
2003 г. — профессор кафедры методологии, методики и техники социологических исследований Московского государственного социального университета (ныне РГСУ)
2003 г. Директор Национального исследовательского института проблем социального образования.
С 2004 по 2017 г. Профессор на кафедре прикладной социологии социологического факультета в Российском государственном гуманитарном университете.
Преподаваемые курсы: Основы социологии, социология молодёжи, социология девиантного поведения, теория и практика социальной работы с детьми и молодёжью, социальное прогнозирование и проектирование.
С сентября 2016 г. работает профессором Московского государственного психолого-педагогического университета на факультете социальной коммуникации.

## Научные интересы
Социология детства, социология молодёжи, использование интернет-технологий в преподавании социологии, социальное проектирование.

## Общественная деятельность
1996—1999 г.г. член экспертного совета Комиссии по делам семьи, детей и молодёжи Государственной думы
1998—2005 член экспертно-консультативного совета управления по делам молодёжи Федерального агентства по образованию Министерства образования и науки РФ
2003—2004 г.г. эксперт Всемирной программы корпорации Intel «Обучение для будущего»
2002 — по н.в. член Межведомственного совета по поддержке детского движения при Правительстве Москвы
C 2004 — по 2007 г. член консультационного совета по проблемам детского телевидения Общественного российского телевидения (1 канал)
Член Международной социологической ассоциации (Комитет 53- Социология детства)
С 23 октября 2008 года Председатель исследовательского комитета «Социология детства» Российского общества социологов
Координатор проекта молодых социологов «Молодёжь изучает молодёжь»
Член Научного Совета Отделения общественных наук РАН «Новые явления в общественном сознании и социальной практике».

## Научная деятельность
С. Н. Майорова-Щеглова разработала методические и методологические подходы к исследованию детства как социального явления. Предложила практические подходы в области прикладной социологии детства, уделив внимание неопросным методикам исследования. Она является одним из разработчиков такой специальной социологической теории как «Социология детства», объектом которой является детство как структурный компонент общества.
Профессору С. Н. Майоровой-Щегловой принадлежит целый ряд работ, в которых осуществлен анализ проблем молодёжи и молодёжного движения в России. В частности, показано, как детские организации могут реализовать право ребёнка на активное участие в жизни общества, представлены особенности институционализации детского движения в России, рассмотрено современное состояние и перспективы развития детского и молодёжного движения в России.
С. Н. Майорова-Щеглова принимала активное участие в разработке концепции технологического прогнозирования развития воспитательных систем, а также оригинальной социально-педагогической парадигмы общественного развития.
С. Н. Майорова-Щеглова в своих работах рассматривала права ребёнка в современном обществе и особенности обеспечения и защиты прав ребёнка в образовательных учреждениях.
Совместно с коллегами и учениками провела ряд социологических исследований среди подростков, позволивших не только выявить проблемы реализации Конвенции о правах ребёнка в Российской Федерации, но и выработать практические рекомендации представителям государственных структур, участвующих в разработке основ государственной политики по защите прав ребёнка.
С. Н. Майорова-Щеглова участвовала в реализации проекта «Программа повышение квалификации Уполномоченных по правам ребёнка в субъектах РФ», которая была разработана в Российском государственном гуманитарном университете при поддержке Уполномоченного при Президенте РФ по правам ребёнка П. А. Астахова и Детского фонда ООН ЮНИСЕФ.
Профессор С. Н. Майорова-Щеглова вместе с коллегами и учениками была инициатором создания на базе Российского общества социологов Исследовательского комитета «Социология детства». Основной целью деятельности ИК является консолидация российских учёных-исследователей и содействие эффективной разработке актуальных проблем в области социологии детства.
Под руководством С. Н. Майоровой-Щегловой защищено 9 кандидатских диссертаций.

### Участие в научных конференциях
Принимала участие в 2, 3 и 4 Всероссийских социологических конгрессах, являлась организатором, ведущей, докладчиком на специализированных круглом столе и секциях «Социология детства».
Член Программных комитетов:
- Международной научно-практической конференции «Социальный институт воспитания в современной России: модернизация, динамика и стратегия развития», 7 — 9 декабря 2011 г. Москва
- Международной научно-практической конференции по реализации Национальной стратегии действий в интересах детей на 2012—2017 годы «Партнерство во имя ребёнка», 1-2 октября 2012 г. Москва
- Всероссийской научно-практической конференции с международным участием «Общество и здоровье: современное состояние и тенденции развития», 19-20 сентября 2013 года.
- Всероссийская научно-практическая конференция с международным участием «Дети и общество: социальная реальность и новации», 23-24 октября 2014 года.
- V Всероссийский социологический Конгресс-2016.

## Основные труды в социологии
- Щеглова С. Н. Социология прав детей в России: новый век, новые проблемы, новые перспективы. — М.: Социум, 2001.
- Щеглова С. Н. Детство: методы исследования. — М.: Социум, 1999.
- Щеглова С. Н. Социология детства. — М.: Институт Молодёжи, 1996.
- Щеглова С. Н. Права детей и дети о правах: Социологический анализ. — М.: Социум, 1998.
- Щеглова С. Н. и др. Права ребёнка на защиту от экономической эксплуатации: социологический анализ.- М.: Социум, 2001.
- Щеглова С. Н. Трансформация детства в современном российском обществе и императивы развития государственной политики в интересах детей // Журнал исследований социальной политики. Том 2 " 2, 2004. С. 175—188.
- Бочаров О. Е., Волохов А. В., Мирошкина М. Р., Соловьев О. В., Фришман И. И., Щеглова С. Н. Педагогические технологии действий активиста общественного движения неравнодушных родителей «Солнечный круг» с детьми, оказавшимися в трудной жизненной ситуации // учебно-методическое пособие. Москва, изд-во «Рудомино», 2006. 80с. 4,6 п.л.
- Щеглова С. Н. Неопросные методы исследований детства // Школьные технологии. 2006. № 4. С.174-179. 0,6 п.л.
- Майорова-Щеглова С. Н. Реализация прав ребёнка в школе: проведение социологического мониторинга // Школьные технологии. 2007. № 1. С.137-145 (0,7 п.л.) тираж 5000 экз.
- Майорова-Щеглова С. Н. Детство: противоречия и диалог культур // Интеллигенция в диалоге культу: сб.статей. — М.: РГГУ, 2007. С.126-131. 0,5 п.л. тираж 200 экз.
- Майорова-Щеглова С. Н. ОБЕСПЕЧЕНИЕ И ЗАЩИТА ПРАВ РЕБЕНКА В ОБРАЗОВАТЕЛЬНЫХ УЧРЕЖДЕНИЯХ // Народное образование. — 2007 .- № 4 .- C.223-228.
- Майорова-Щеглова С. Н. Диалог культур: поиск универсальных подходов к детству // Вестник РГГУ. Серия «Социология»№ 2. 2008. С.212-218. (0,5 п.л.)1050 экз..
- Майорова-Щеглова С. Н. Проективные методы исследования подростков //. Школьные технологии. 2008. № 4. С.170-179
- Липский И. А., Майорова-Щеглова С. Н., Никитина Л. Е. Педагогическое прогнозирование. Научно-методическое пособие.- М.: Издательство: Московский психолого-социальный институт, 2009. 288 с.
- Майорова-Щеглова С. Н. Противоречия и парадоксы воспитательной ситуации в России начала XXI века // Вопросы психического здоровья детей и подростков. 2009 № 1. С.45-53.
- Майорова-Щеглова С.Н, Белова Н. И. О преподавании курса «Теория и практика социальной работы» // Социс. 2009. № 8. С.120-126.
- Майорова-Щеглова С. Н. Молодое поколение и новые средства массовой коммуникации: мифы и реальность. Вестник РГГУ № 3(46) 2010. С.224-231. 0,3 п.л. тираж 1050
- Майорова-Щеглова С. Н. (в соавторстве Иванова Ю. И.) Как провести анкетирование детей? // Народное образование. 2011 № 5. С.265-269 .
- Майорова-Щеглова С. Н. (в соавторстве Дмитриева В. Д.) Этносоциальные установки современных российских подростков // Народное образование. — 2011. — N 7. — С. 253—256
- Гришина Е. А., Майорова-Щеглова С. Н. Визуальный образ Родины: опыт социологического сравнения иллюстраций учебников и детских рисунков // «На фоне Пушкина воспитанное детство»: педагогика визуального в учебнике и на картине. Сборник научных трудов и материалов. Под ред. М. В. Тендряковой, В. Г. Безрогова.2011.-288с.- (Труды семинара «Культура детства: нормы, ценности, практики», вып.8). С. 163—173
- Майорова-Щеглова С. Н. Детство будущего: конструирование образа в произведениях современных писателей-фантастов // Конструируя детское: филология, история, антропология/ Под. ред. М. Р. Балиной, В. Г. Безрогова, С. Г. Маслинской, К. А. Маслинского, М. В. Тендряковой, С.Шеридана- М.; СПб.: «Азимут»; «Нестор-История», 2011. С. 317—325.
- Майорова-Щеглова С. Н. Моделирование развития традиционного учреждения культуры : (на примере Российской государственной детской библиотеки) //Вестник РГГУ. 2012. Серия «Социологические науки».№ 4. С. 164—173. (в соавторстве)
- Майорова-Щеглова С. Н. К вопросу о формировании обязательных общекультурных компетенций социологов // Социс. № 11. 2012 0,4 п.л. С.141-145. Эта публикация признана редколлегией журнала лучшей публикацией в своей номинации по итогам 2012 года.
- Майорова-Щеглова С. Н. Лекции в социологическом образовании: проблемы и новые технологии. Социс № 12. 2013, с. 108—112
- Майорова-Щеглова С. Н. Неформальное образование студентов-социологов: новые формы // Социологические исследования. № 4. 2016. C. 124—126.
- Майорова-Щеглова С. Н. О перспективах изучения досуговых занятий современных детей (в ответ на статью Б. В. Куприянова). // Социологические исследования. № 12. 2016. C. 135—138
- Майорова-Щеглова С. Н., Митрофанова С. Ю. Детство в социогуманитарной перспективе: методологические и технологические основы создания научно-прикладного тезауруса. // Вестник РГГУ. Философия. Социология. Искусствоведение. № 2. 2017. С.57-73.
- Майорова-Щеглова С. Н., Колосова Е. А. Дети и детство как объекты социологических исследований. // Социологические исследования. № 3. 2018. C. 62-69.
- Майорова-Щеглова С. Н. Основы построения междисциплинарных образовательных программ в области защиты прав детей. Вестник ННГУ. Серия: Социальные науки № 2, 2018. (С.40-45).
- Детство XXI века в социогуманитарной перспективе: новые теории, явления и понятия. Научная монография. отв. ред. С. Н. Майорова-Щеглова. М.: Изд-во РОС, 2017. 203 c. 1 CD ROM.

### Публикации по проблемам молодёжи и молодёжного движения
- Молодёжное и детское движение в современной России: от гражданской позиции к социальным изменениям// Молодёжная политика. 2000.- № 4(216—220).- С.54-69
- Как детские организации могут реализовать право ребёнка на активное участие в жизни общества // Современное молодёжное, детское движение и государство. Всероссийская научно-практическая конференция 12- 15 марта, 2000 г.- М.: Социум, 2000.- С. 229—233.
- Правовое поле ребёнка: самое время для создания организации. // Детское движение. Сборник информационно-методических материалов. Выпуск 2. — М.: Изд-во Комитета общественных связей г,Москвы, 2002. — С.86-94.
- Особенности институционализации детского движения в России// Тенденции развития детских организаций и объединений в третьем тысячелетии. Материалы Всероссийской научно-практической конференции. — Челябинск, Изд-во ЧГПУ, 2003. — С.235-240.
- Юность // Социологическая энциклопедия в 2-х т. Т.2 \ Национальный обществ. научный фонд / Рук.научн.проекта Г. Ю. Семигин; гл.ред. В. Н. Иванов. — М.: Мысль, 2003. — С.829-830.
- Социологические аспекты самоорганизации детского движения //Детская самоорганизация: от первичного объединения до региональной организации: Материалы Всероссийской научно-практической конференции 12-15 мая 2004 года. — Уфа, 2004. — С.52-55.
- Социальные технологии воспитания студентов // Молодёжь и общество. 2004. № 1. С.148-159. 0,8 п.л.
- Лидеры и руководители детских и молодёжных общественных объединений о состоянии и перспективах развития детского и молодёжного движения в России // Состояние и перспективы развития детского и молодёжного общественного движения в Российской Федерации: Научно-методический сборник .- М.: Логос, 2005. С.165-179.
- Майорова-Щеглова С. Н. Молодое поколение и новые средства массовой коммуникации: мифы и реальность. Вестник РГГУ № 3(46) 2010. С.224-231. 0,3 п.л. тираж 1050.
- Майорова-Щеглова С. Н. Трансформация общественного мнения о детском движении: социологический вектор 1990—2012 — 20?? // Партнерство во имя ребёнка. Сборник научных статей участников Международной научно-практической конференции по реализации Национальной стратегии действий в интересах детей на 2012—2017 годы. М.: Комитет общественных связей города Москвы, 2012. С.45-65. 1 п.л.
- Майорова-Щеглова С. Н. Есть ли специфика у молодёжного предпринимательства в России (опыт изучения реальных практик организации успешных проектов) // В сборнике: Социология жизни: теоретические основания и социальные практики. Министерство образования и науки РФ; ФГБОУ ВПО «Российский государственный гуманитарный университет», Социологический факультет. Москва, 2016. С. 164—170. (в соавторстве).

### Статьи в словарях и энциклопедиях
- Социологическая энциклопедия в 2-х т. Т.2 \ Национальный обществ.научный фонд / Рук.научн.проекта Г. Ю. Семигин; гл.ред. В. Н. Иванов. — М.: Мысль, 2003.
- Детское движение. Словарь-справочник. — М.: 2005. — 544 с.
- Социология молодёжи Энциклопедический словарь . М.: Academia, 2008. 608 с.
- Тезаурус социологии: тематический словарь-справочник / под.ред Ж. Т. Тощенко.- М.: ЮНИТИ-ДАНА, 2009. 487 с.

### Электронные публикации
- Щеглова С. Н. Сетевое сообщество социологов: основные характеристики участников и формы взаимодействия (электронная публикация). Портал «Экономика. Социология. Менеджмент»
- Цымбаленко С. Б., Шариков А. В., Щеглова С. Н. Российские подростки в современном мире
- Щеглова С. Н. «Как изучать детство?»
- Щеглова С. Н. Использование Интернет-технологий в преподавании социологических дисциплин // Социол.исслед. 2002. № 4. С.130-134.
- Щеглова С. Н. «Своя» комната как артефакт молодёжной субкультуры // Социол.исслед. 2003. № 3. С.119-122.
- Щеглова С. Н. «Социология детства» как элективный курс. Опыт преподавания.// Социол.исслед. 2003. № 6. С.109-113.
- Щеглова С. Н. Сетевое сообщество социологов: основные характеристики участников и формы Участие и формы взаимодействия. // Социол.исслед. 2005. № 5. С.106-113.
- Щеглова С. Н. Особенности адаптации школьных учителей к ценностям информатизации // Социс. 2006. № 8. С.115-121.
- Майорова-Щеглова С. Н. Белова Н. И. О преподавании курса «Теория и практика социальной работы»
- Майорова-Щеглова С. Н. Особенности изучения мнения детей, как субъектов дошкольного воспитания.
- Майорова-Щеглова С. Н., Орлова Л. А., Кученкова А. В. Журнал «Социологические исследования»: мнение преподавателей-социологов с. 146
- Майорова-Щеглова С. Н. Социологический тезаурус: проблема заимствований и неологизмов с. 99.